# Frank Pierson
Frank Romer Pierson (ur. 12 maja 1925 w Nowym Jorku, zm. 22 lipca 2012 w Los Angeles) – amerykański scenarzysta i reżyser filmowy; laureat Oscara.
Od końca lat 50. pisał scenariusze na potrzeby telewizji. Pierwszym jego filmowym sukcesem był scenariusz do komediowego westernu Kasia Ballou (1965) z Jane Fondą w roli tytułowej. W 1976 otrzymał Oscara za scenariusz (oryginalny) filmu Pieskie popołudnie (1975); ponadto był do tej nagrody dwukrotnie nominowany, za scenariusze do filmów: Kasia Ballou (1965) i Nieugięty Luke (1967).
W 1969 debiutował także jako reżyser. Nakręcił 10 filmów, głównie produkcje telewizyjne. Jego nazwiskiem jest sygnowany m.in. dramat Ostateczne rozwiązanie (2001) traktujący o konferencji w Wannsee. Największy rozgłos zyskał remake filmu Narodziny gwiazdy (1976), w którym w rolach głównych wystąpili Barbra Streisand i Kris Kristofferson.
Pierson był absolwentem Uniwersytetu Harvarda. W latach 2001–05 był przewodniczącym Amerykańskiej Akademii Sztuki i Wiedzy Filmowej.

## Filmografia
Scenarzysta lub współscenarzysta:
- Kasia Ballou (1965)
- Nieugięty Luke (1967)
- The Happening (1967)
- Cudzymi rękoma (1969)
- Taśmy prawdy (1971)
- Pieskie popołudnie (1975)
- Król Cyganów (1978)
- Splątane losy (1980)
- Na wrogiej ziemi (1989)
- Uznany za niewinnego (1990)

Reżyser:
- Cudzymi rękoma (1969)
- Narodziny gwiazdy (1976)
- Król Cyganów (1978)
- Ktoś musi zrobić to zdjęcie (1990)
- Obywatel Cohn (1992)
- Nieugięta (1994)
- Truman (1995)
- Nieczysta fotografia (2000)
- Ostateczne rozwiązanie (2001)
- Dziewczyna żołnierza (2003)